# Matthew McFarlane
Matthew "Matt" McFarlane es un actor australiano. 

## Biografía
Se entrenó en el Western Australian Academy of Performing Arts "WAAPA" de donde se graduó en el 2007.

## Carrera
Matt apareció en un comercial para "Edith Cowan University" donde interpretó al estudiante héroe.
En el 2009 apareció en un episodio de la serie australiana Neighbours donde dio vida a Matt Healey.
En el 2012 se unió al elenco del programa I Will Survive en donde quedó en séptimo lugar.
En el 2014 apareció como invitado en la segunda temporada de la serie The Doctor Blake Mysteries donde interpretó a Tony Capuano.
El 20 de junio de 2015 se anunció que Matthew se uniría al elenco de la nueva miniserie The Divorce donde interpretó a William.

## Filmografía[2]

### Series de televisión
| Año  | Serie                      | Personaje    | Notas                        |
| ---- | -------------------------- | ------------ | ---------------------------- |
| 2015 | The Divorce                | William      | 4 episodios - miniserie      |
| 2014 | The Doctor Blake Mysteries | Tony Capuano | episodio "The Food of Love"  |
| 2009 | Neighbours                 | Matt Healey  | episodio # 1.5821            |
| 2004 | Blue Heelers               | Futbolista   | episodio "Special Treatment" |
| -    | Stingers                   | -            | -                            |

### Películas
| Año  | Título              | Personaje      | Notas                                                                  |
| ---- | ------------------- | -------------- | ---------------------------------------------------------------------- |
| 2012 | The Bloke Next Door | Deano          | corto - junto a Steve Maresca y Ian Stenlake                           |
| 2007 | The Soldier         | Soldado Alemán | corto - junto a Clayton Fussell, Tim Wood, Andy Monaghan y Gary Toomer |

### Escritor y productor
| Año  | Título              | Notas                        |
| ---- | ------------------- | ---------------------------- |
| 2012 | The Bloke Next Door | corto - escritor y productor |

### Apariciones
| Año  | Programa                 | Notas                    |
| ---- | ------------------------ | ------------------------ |
| 2012 | I Will Survive           | concursante              |
| 2009 | Mornings with Kerri-Anne | 2 episodios - intérprete |

### Teatro[3]
| Año  | Obra                                      | Personaje        | Director          | Teatro            | Notas                                                                |
| ---- | ----------------------------------------- | ---------------- | ----------------- | ----------------- | -------------------------------------------------------------------- |
| 2013 | Grease                                    | Danny Zuko       | Ross Gumbley      | The Court Theatre | junto a Lauren Marshall, Mike Edwards y Michael Murphy               |
| 2013 | True Minds                                | Benedict Perring | Peter Houghton    | Melbourne Theatre | junto a Alex Menglet, Genevieve Morris y Nikki Shiels                |
| 2013 | Sunday in the Park with George            | Soldado/Alex     | Stuart Maunder    | -                 | junto a Alexander Lewis, imity Shepherd y Olivia Cranwell            |
| 2011 | Love Never Dies                           | -                | Simon Phillips    | -                 | junto a Adele Johnston, Claire Lyon y Jessica Mechielsen             |
| 2010 | Fame - The Musical                        | -                | -                 | Lyric Theatre     | junto a Andrew McFarlane, Keiynan Lonsdale y Michelle Barr           |
| 2009 | Guys and Dolls                            | Liverlips Louie  | Jamie Lloyd       | Capitol Theatre   | junto a Shane Jacobson, Lisa McCune, Ian Stenlake y Magda Szubanski  |
| 2008 | Damn Yankees                              | Linville         | Terence O'Connell | State Theatre     | junto a Damien Bermingham, Erin Cornell y David Whitney              |
| 2008 | Priscilla-Queen of the Desert the Musical | -                | Simon Phillips    | Civic Theatre     | junto a Colette Mann, Jeremy Stanford, Daniel Scott y Bill Hunter    |
| 2007 | Samuel Dark's Dinner Hour                 | Linville         | Michael Cohen     | State Theatre     | junto a Nicole Cashin, Lauren Cruickshank, Tim Elliott y Chris Kelly |
| 2006 | Big Laughs at Lunch                       | -                | Michael Cohen     | State Theatre     | junto a Jessica Coburn, Amanda Ireland, Andrew Matsen y Joe May      |
| -    | Jane Eyre                                 | Edward Rochester | -                 | WAAPA Theatre     | -                                                                    |
| -    | West Side Story                           | Bernardo         | -                 | WAAPA Theatre     | -                                                                    |
| -    | Assassins                                 | Sam Byck         | -                 | WAAPA Theatre     | -                                                                    |
| -    | The Good Fight                            | Strapper         | -                 | WAAPA Theatre     | -                                                                    |